# SBS미디어홀딩스
SBS 미디어 홀딩스(SBS Media Holdings)는 대한민국의 텔레비전 방송사 SBS의 지주회사였다. 2008년 3월 SBS에서 인적 분할돼 설립됐다. SBS, SBS콘텐츠허브 등 상장사 2곳을 포함해 국내 7개, 해외 1개의 자회사를 두었었다. 최대주주는 지분 61%를 가진 태영건설이었다.